# Liparis platyphylla
Liparis platyphylla är en orkidéart som beskrevs av Henry Nicholas Ridley. Liparis platyphylla ingår i släktet gulyxnen, och familjen orkidéer. Inga underarter finns listade i Catalogue of Life.